# Samuel Bosch
Samuel Bosch (SR Njemačka, 1995.) je poduzetnik, istraživač u području kvantnog računarstva i strojnog učenja, te kreator sadržaja na YouTubeu. Kao srednjoškolac osvojio je tri medalje za Hrvatsku na Međunarodnim olimpijadama iz fizike. U 2019. godini je kao student objavio niz od pet znanstvenih radova u kojima je sa suradnicima demonstrirao prvu efikasnu primjenu algoritma za hiperdimenzionalno računanje (eng. HD computing) u strojnom učenju.

## Biografija i karijera
Bosch je porijeklom iz Njemačke. Kada mu je bilo pet godina njegova se obitelj preselila u Hrvatsku. U Hrvatskoj je pohađao osnovnu školu te u XV. gimnaziji u Zagrebu završio srednjoškolsko obrazovanje. Bio je jedini učenik u Hrvatskoj koji je tri puta sudjelovao na Međunarodnoj olimpijadi iz fizike, sva tri puta osvojivši brončanu medalju. Nakon položene državne mature 2014. godine, dobio je nagradu za najboljeg maturanta u Hrvatskoj. Bio je prvak Hrvatske u triatlonu 2013. godine. Prije početka studija, Bosch je radio kao učitelj volonter u sirotištu u Keniji, gdje je pokrenuo malu školu programiranja. Nakon toga, neko je vrijeme radio za hedge fond D.E. Shaw & Co. u Londonu i New Yorku, gdje se bavio računalnim simulacijama tržišta stranih valuta. Na Kalifornijskom državnom sveučilištu u San Diegu (UCSD) radio je na istraživanju strojnog učenja i umjetne inteligencije. Njegovi algoritmi QuantHD i QubitHD prva su efikasna implementacija HD computing algorima u strojnom učenju.
Od rujna 2018. do veljače 2020. godine Bosch je studirao fiziku i informatiku na Švicarskom institutu za tehnologiju u Lausanni (EPFL) , gdje je u grupi Prof. Giovannija De Michelija istraživao HD computing. Bosch je osnivač i bivši predsjednik Udruženja za kvantna računala na EPFL-u. Zbog svojih postignuća 2018. je godine nagrađen članstvom njemačke zaklade za akademske stipendije (Studienstiftung des deutschen Volkes), kao i prestižnim EPFL Excellence Fellowship.[provjeriti]
U listopadu 2019. godine održao je TEDx govor na EPFL-u na temu: „Mogu li strojevi razmišljati kao ljudi?“. Govor se temeljio na njegovim nalazima u HD computingu. Od veljače 2020. godine Bosch radi na Harvardu u grupi profesorice Prinehe Narang na algoritmima za kvantna računala. Svoj doktorski studij započeo je u kolovozu 2020. godine na Massachusetts Institute of Technology (MIT).
Od veljače 2022. također je kreator sadržaja na YouTubeu, gdje govori o startupima, tehnologiji i produktivnosti.

## Poduzetništvo
U lipnju 2020. Samuel Bosch i njegov poslovni partner Alexander Sanchez de la Cerda osnovali su Assist-o, online tvrtku koja klijentima pruža usluge poput planiranja rasporeda, organizacije putovanja, upravljanja e-mailom, provođenja raznih istraživanja, pisanja izvještaja, upravljanja društvenim mrežama i održavanja web-stranica.

## Vanjske poveznice
- Assist-o